# Osmoprotecteur
Un osmoprotecteur, ou soluté compatible, est une petite molécule organique polaire, très soluble dans l'eau, ayant un point isoélectrique neutre (pHi = 7), et qui agit comme osmolyte permettant à un organisme de survivre à un stress osmotique extrême. Ces molécules s'accumulent dans le cytoplasme des cellules afin d'équilibrer la pression osmotique entre le cytosol et le milieu extracellulaire. Dans les cas extrêmes, comme chez les bdelloïdes, les tardigrades, les artémies ou encore les nématodes, ces molécules peuvent permettre la survie des cellules dans un état de dessiccation complète appelé cryptobiose dans lequel le cytoplasme saturé d'osmoprotecteurs prend l'apparence d'un solide vitreux qui stabilise les membranes cellulaires et les protéines pour prévenir les dommages dus à la dessiccation.
On parle également de solutés compatibles car ces composés peuvent se trouver en concentration molaire très élevée dans le cytoplasme sans interférer avec le métabolisme des cellules. Il existe différents types d'osmoprotecteurs en fonction du type de tolérance aux environnements à forte pression osmotique :
- Les diholosides (tréhalose, saccharose) et les composés soufrés (diméthylsulfoniopropionate) ne sont pas spécifiques aux organismes halophiles ou halotolérants. Les solutés de ce type s'accumulent dans le cytoplasme jusqu'à des concentrations de l'ordre de 0,5 mol·L-1. Le tréhalose, en particulier, est considéré comme un métabolite du stress chez E. coli.

- Les polyols tels que le glycérol, l'arabitol, l'inositol, se rencontrent chez les mycètes halophiles ainsi que chez les plantes halotolérantes (cyclitols).

- Les acides aminés et leurs dérivés sont typiques des organismes supportant les environnements très salés et peuvent atteindre des concentrations cytosoliques supérieures à 0,5 mol·L-1 ; il s'agit notamment de la proline, de l'ectoïne (un dérivé tétrahydropyrimidine) et de l'hydroxyectoïne, de la triméthylglycine, d'acides diaminés acétylés et de dérivés de la glutamine.

La concentration d'osmoprotecteurs par ces organismes résulte d'une biosynthèse de novo ou d'une accumulation à partir du milieu extérieur. Cette seconde option est énergétiquement plus favorable que la première et est prépondérante lorsque les deux sont possibles. Des transporteurs membranaires de triméthylglycine ont été identifiés chez certaines cyanobactéries et archées méthanogènes.